# Burghuislein

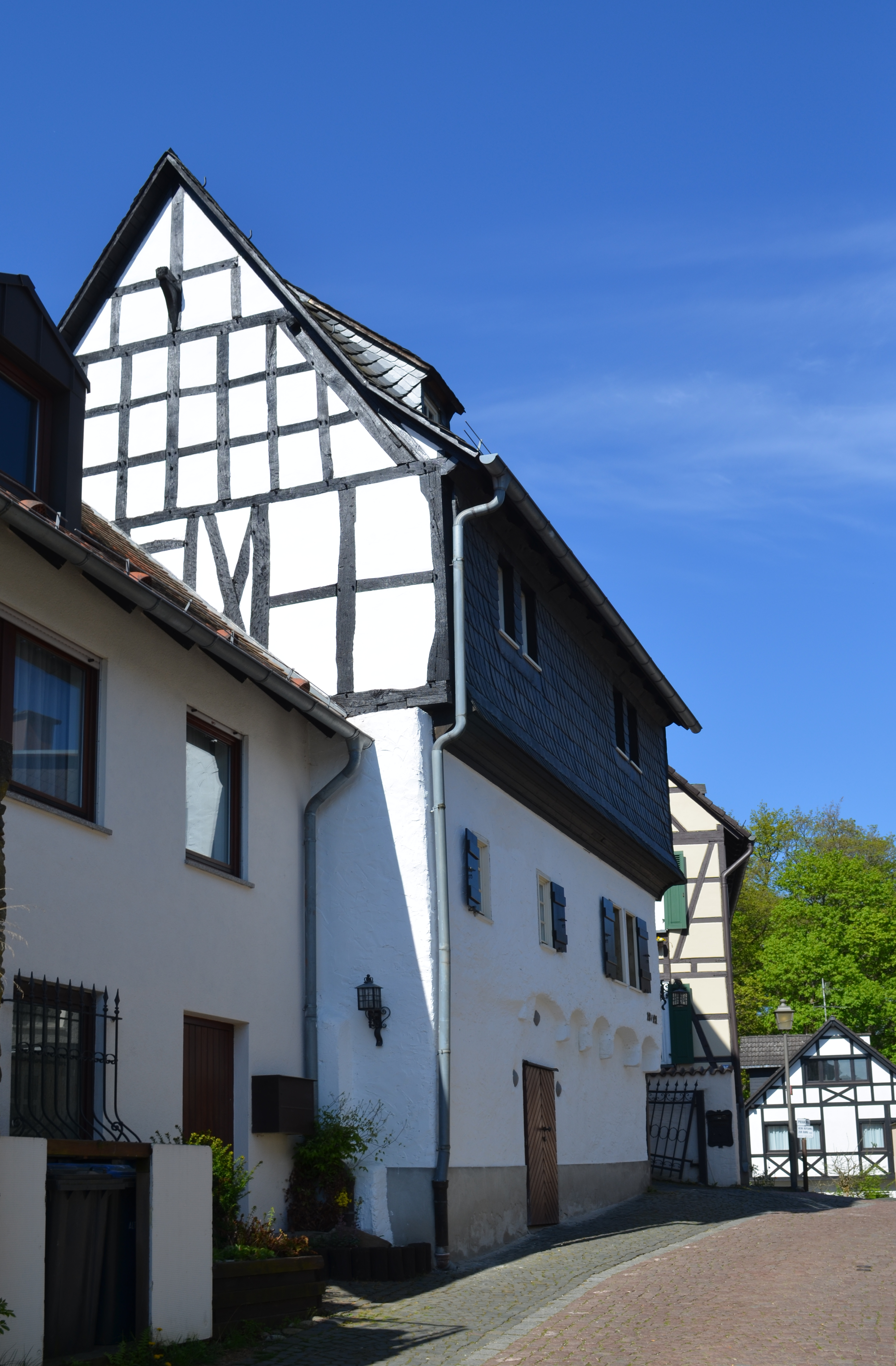
Burghuislein

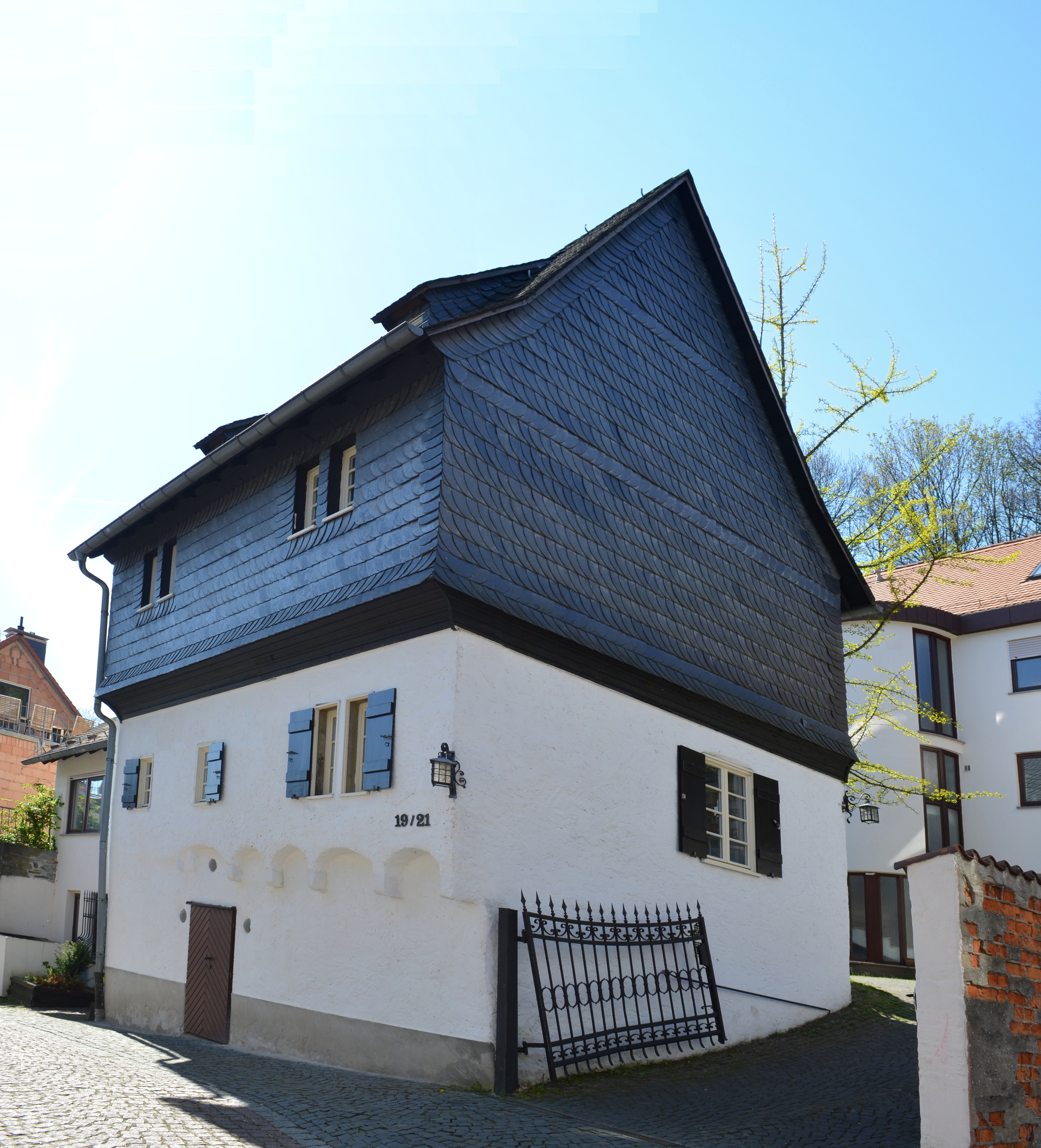
Burghuislein

Das Burghuislein ist ein um 1460 erbautes Gebäude in Königstein im Taunus mit der Adresse Kugelherrnstraße 21. Es steht als Kulturdenkmal unter Denkmalschutz.
Das Burghuislein liegt direkt unterhalb des Geländes der Burg Königstein. Der straßenseitig begehbare Gewölbekeller verfügt über Mauerstärken zwischen 60 und 90 cm. Darüber liegen zwei Geschosse mit Satteldach. Das Fachwerk des oberen Geschosses wurde beim Stadtbrand 1792 beschädigt und wurde nach Ausbesserung teilweise verschiefert. Die Fenster des Gebäudes haben unterschiedliche Größen und stammen aus unterschiedlichen Epochen. Das Fenster der Stube war ursprünglich eine trichterförmige Fensternische. Auffällig ist das Rundbogenfries an der Vorderseite.
Das Gebäude war zeitweise Sitz der Kugelherren und des Kapuzinerklosters Königstein.